# Mount Sefton
Der Mount Sefton ist ein Berg in den Neuseeländischen Alpen im Mount-Cook-Nationalpark auf der Südinsel Neuseelands. Der Berg ist 3151 m hoch.